# Vi de Mèxic
El vi de Mèxic es produeix principalment a la Vall de Guadalupe i alguns altres municipis que tenen plantacions de raïm per a consum intern. Des de la conquesta de Tenochtitlán, s'han utilitzat vinyes silvestres per a la producció de vins. Hernán Cortés va ser un dels impulsors del cultiu del raïm a Mèxic, portant llavors i plantes de la Vitis vinifera des de Cuba i Espanya.

Estats mexicans productors de vi
Estats productors de raïm.
No hi ha dades

La producció de vins mexicans i cultiu de vinyes en grans extensions de terra es realitza dins dels estats d'Aguascalientes, Baixa Califòrnia, Chihuahua, Coahuila, Nuevo León, Querétaro i Zacatecas, la major producció es dona principalment a la Vall de Guadalupe per estar situada a la franja nord del vi i les seves característiques climàtiques.
Es cultiven vinyes en alguns municipis dels estats de Sonora, Baixa Califòrnia Sud, Durango, San Luis Potosí, estat de Guanajuato, Nuevo León, Hidalgo, Puebla i Campeche que la secretaria de SAGARPA registrar l'any 2010 com cultius de raïm de taula per a consum intern sense producció vinícola.

Caves Freixenet de Mèxic a l'estat de Querétaro.

En Amèrica existien vinyes silvestres molt abans de l'arribada dels europeus, en el cas de Mèxic s'han varietats diferents que els pobles nadius consumien en la seva dieta regular. Els asteques van cridar al fruit del raïm com acacholli, els purépetxes el coneixien com seruráni, els otomís ho van cridar obxi i els tarahumares li deien uri. Els pobles nòmades del nord van ser els grans consumidors de raïm silvestres i bevien els seus sucs àcids, es desconeix si els sucs patien algun tipus de procés de fermentació.
Després de la conquesta de Mèxic Tenochtitlán, els colonitzadors espanyols van trobar vinyes silvestres a terra de la Nova Espanya amb la Vitis rupestris, Vitis labrusca i Vitis berlandieri. Hernán Cortés va ser el principal promotor del cultiu del raïm, ordenant portar de l'illa de Cuba llavors i plantes de la Vitis vinifera provinent d'Espanya, sent la Nova Espanya el primer lloc de l'Amèrica continental a conrear vinyes i produir vins per a consum.